# Uncinia clavata
Uncinia clavata là loài thực vật có hoa trong họ Cói. Loài này được (Kük.) Hamlin miêu tả khoa học đầu tiên năm 1959.